# Vilppula
Vilppula (föråldrat svenskt namn: Filpula) var en kommun i landskapet Birkaland i Finland. Kommunen hade 5 308 invånare (2008), på en yta av 571,25 km².
1 januari 1973 inkorporerades del av den upphörda kommunen Pohjaslahti. Den 1 januari 2009 slogs Vilppula samman med Mänttä stad. Under namnet Mänttä-Vilppula fick den nya kommunen stadsstatus.
Vilppula var enspråkigt finskt.